# Trilby (1915)
Trilby is een Amerikaanse dramafilm uit 1915 onder regie van Maurice Tourneur. Het scenario is gebaseerd op de gelijknamige roman uit 1894 van de Britse auteur George du Maurier. Destijds werd de film in Nederland uitgebracht onder de titel Trilby en Svengali.

## Verhaal
Het model Trilby O'Ferral staat op het punt om te trouwen met de Britse kunstenaar Billie. Op de avond van hun verloving wordt ze gehypnotiseerd en ontvoerd door de rondtrekkende muzikant Svengali. Onder hypnose kan hij de schelle stem van Trilby omvormen tot een prachtige operastem. Zo maakt hij van haar een gevierde operadiva. Op een avond is Billie aanwezig bij een concert van Trilby. Svengali valt van het podium en sterft. Wanneer het gordijn opengaat, is de hypnose uitgewerkt en Trilby heeft ineens haar oude stem terug. Ze wordt uitgejouwd door het publiek. Later vieren Trilby en Billie samen met hun vrienden dat ze elkaar teruggevonden hebben. Ineens horen hun vrienden een ijzingwekkende schreeuw. Ze vinden Trilby dood terug voor een levensgroot portret van Svengali, dat hen lijkt aan te staren.

## Rolverdeling
| Acteur              | Personage       |
| ------------------- | --------------- |
| Wilton Lackaye      | Svengali        |
| Clara Kimball Young | Trilby O'Ferral |
| Paul McAllister     | Gecko           |
| Chester Barnett     | Billie          |
| D.J. Flanagan       |                 |